# Уступ (гірництво)

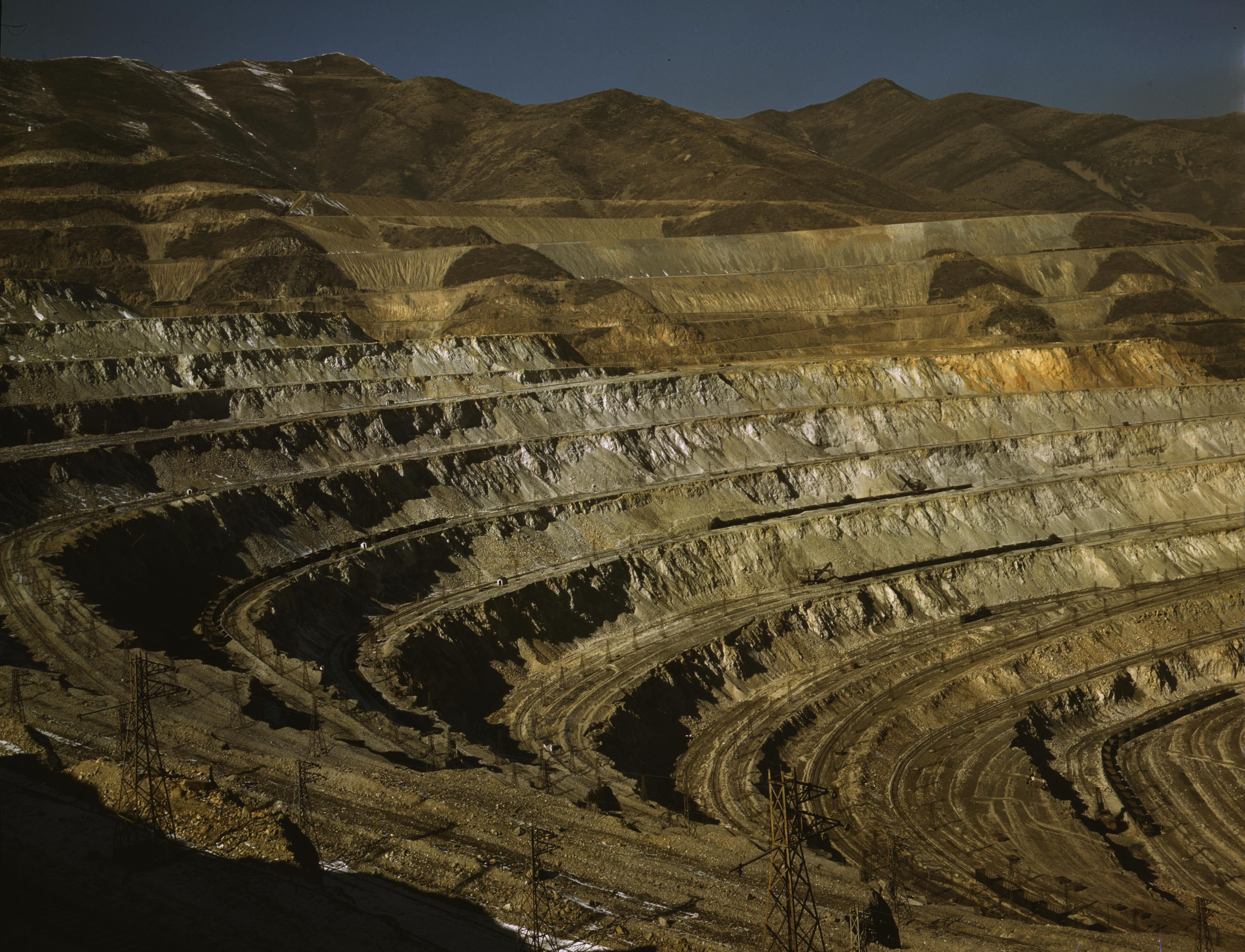
Рис. 1. Уступи в кар'єрі Бінгем-Каньйон, США

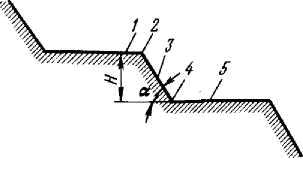
Рис. 2. Уступ: 1 — верхня площадка; 2 — верхня брівка; 3 — укіс; 4 —нижня брівка; 5 — нижня площадка.

Усту́п — гірничий термін, що застосовується для означення частини товщі гірських порід або частини вибою.

## При розробці родовищ відкритим способом
На кар'єрах — частина товщі гірських порід у кар'єрі, яка має робочу поверхню у формі сходинки та розробляється самостійними засобами виймання і транспортування.

### Високий уступ

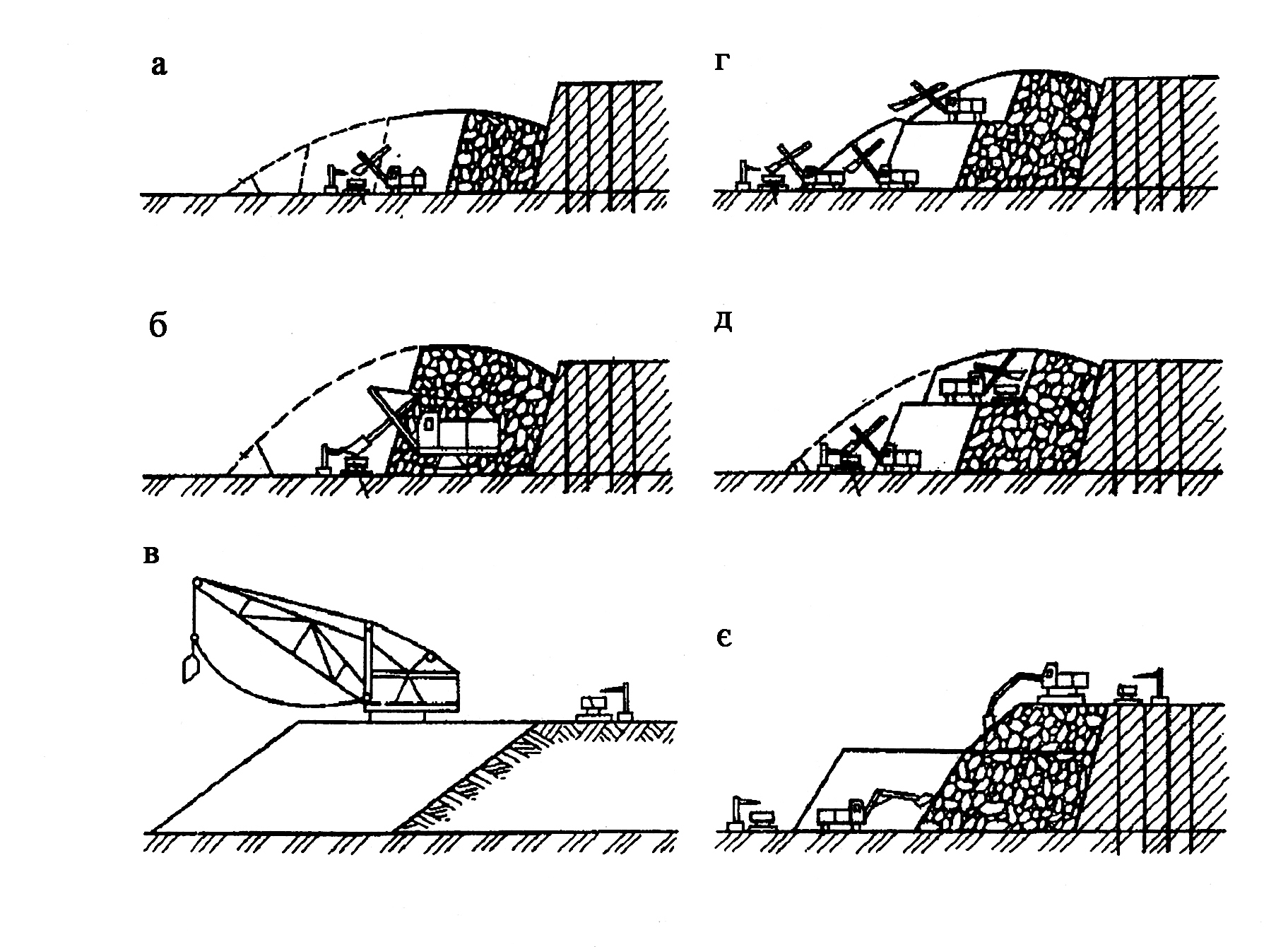
Рис.3. Схема відпрацювання високих уступів: а — кар'єрними екскаваторами зі зниженням висоти розвалу; б — розкривними екскаваторами; в — драґлайнами; г — з розділенням на підуступи і переекскавацією порід верхнього підуступу на нижню площадку; д — із самостійним відпрацюванням підуступів кар'єрними екскаваторами; е — відпрацювання підуступів прямою і зворотньою мехлопатами.

ВИСОКИЙ УСТУП — уступ, який, як правило, не може бути відпрацьований на всю висоту за один прохід екскаватора внаслідок обмеженості його робочих параметрів. Такі уступи характерні для глибоких кар'єрів. Збільшення висоти уступів при збереженні ширини робочої площадки 50-60 м дозволяє поліпшити умови виконання буропідривних робіт, збільшити результуючий кут укосу робочого борту. В Україні є досвід розробки уступів висотою 30-45 м, за кордоном при розробці будівельних порід висота уступів досягає 55-60 м. При цьому вибухові свердловини буряться похило і вертикально. Ряд способів розробки високих уступів передбачає створення підуступів — частин робочого уступу по висоті, що розроблюються самостійними засобами виймання і навантаження з обслуговуванням транспортними засобами, які розташовувані на загальному для всього уступу горизонті.

### Короткий уступ

Рис. 4. Розміщення фронту гірничих робіт.

КОРОТКИЙ УСТУП — уступ, довжина якого дорівнює або мало відрізняється від його висоти. Виймання руди К.у. застосовують у слабких, нестійких рудах при системах з стелеуступним вибоєм.

### Контроль форми уступу
КОНТРОЛЬ ФОРМИ УСТУПУ — отримання інформації щодо величини геометричних параметрів, котрі характеризують форму уступу при відкритому способі розробки. Як правило, виконується за допомогою автоматичних пристроїв та приладів.

### Фронт робіт уступу
Це частина робочого уступу (за довжиною), підготовлена до ведення гірничих робіт; підготовка полягає у створенні на робочому горизонті площадки шириною не менше мінімально допустимої і у підведенні транспортних та енергосилових комунікацій, що забезпечують роботу обладнання.
Фронт робіт на уступі повинен забезпечувати посування гірничотранспоргного обладнання у потрібному напрямку для виймання гірської маси у необхідних об'ємах. Відносно простягання покладів корисних копалин фронт робіт може бути поздовжнім, поперечним або концентричним. Сумарна довжина фронтів робіт на уступах становить фронт робіт кар'єру.

## При розробці родовищ підземним способом
Частина вибою, утворена двома площинами, які перетинаються. За розмірами та розташуванням в очисному вибої розрізняють уступи довгі й короткі, горизонтальні й вертикальні, діагональні. Відбійка корисної копалини може здійснюватися чи за напрямом руху вибою, чи перпендикулярно до нього.